# Natale in Norvegia

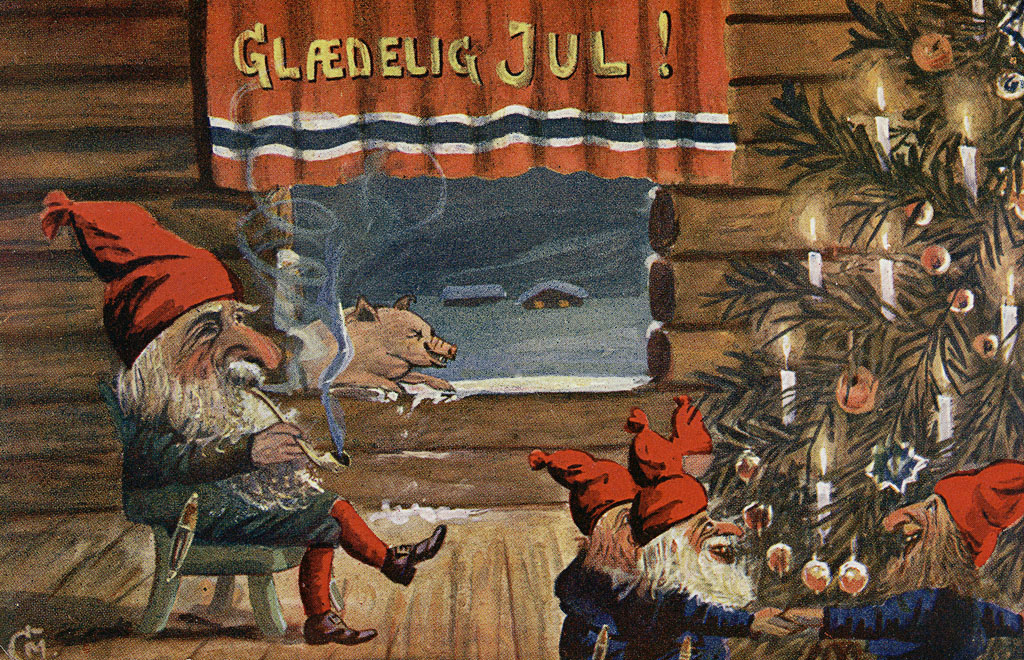
Una cartolina natalizia norvegese del 1917 con gli elfi e la bandiera nazionale

Questa voce illustra le principali tradizioni natalizie della Norvegia, oltre agli aspetti storici e socio-economici della festa in questo Paese.

## Informazioni generali
Come in Svezia e in Finlandia, in pare della Norvegia, le festività natalizie terminano tradizionalmente il 13 gennaio, giorno dedicato a San Canuto, conosciuto anche come il ventesimo giorno di Natale.

## Il termine per "Natale" in norvegese

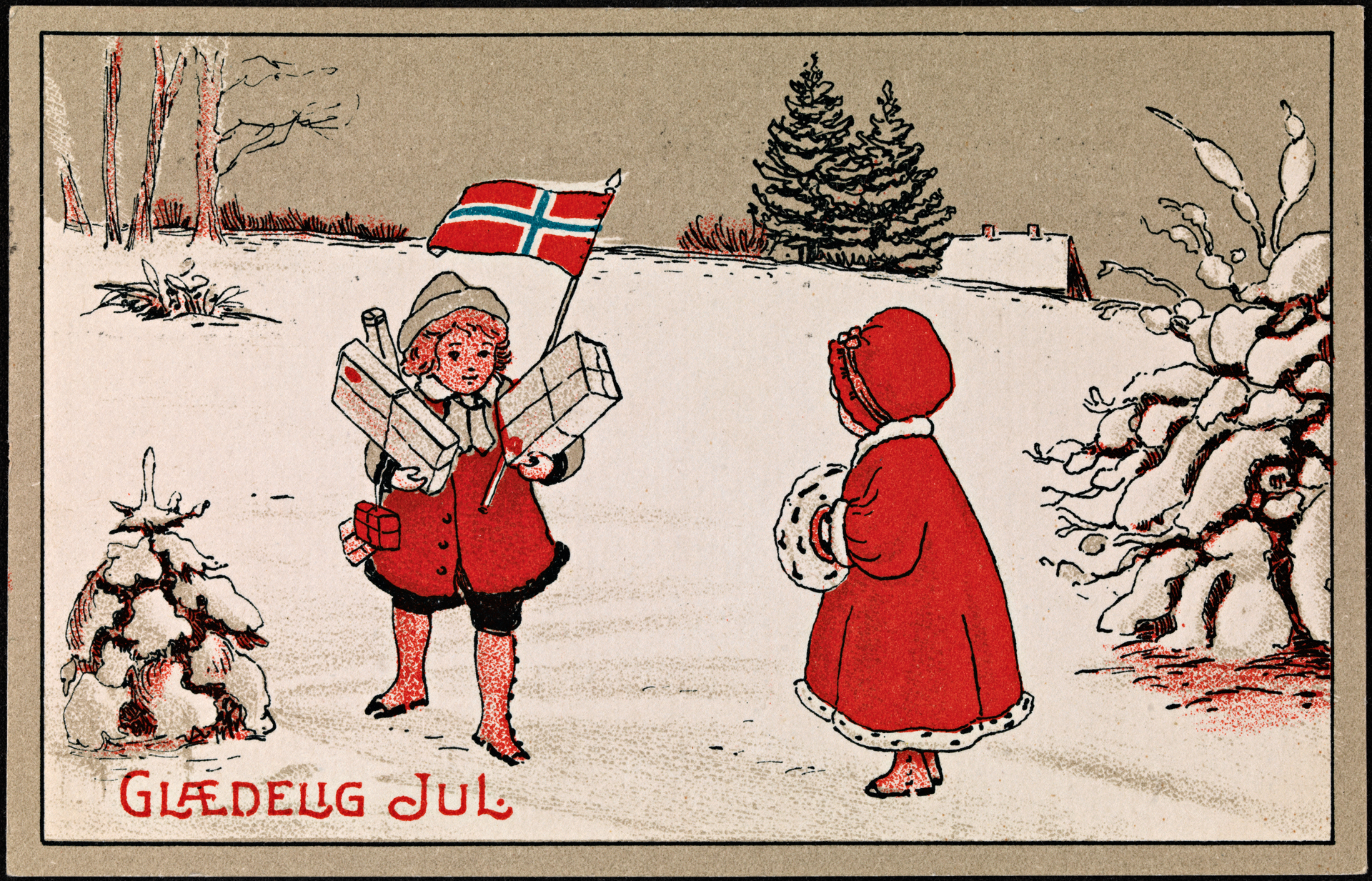
Una cartolina natalizia norvegese del 1919 con la scritta Glædelig Jul

Il termine usato in norvegese per indicare il Natale è, come in danese svedese, jul (cfr. isl. jól e ingl. yule, oltre che il prestito in finnico joulu), un vocabolo di etimologia oscura forse legato ad una festa pagana del solstizio d'inverno.
La formula di augurio è God Jul! o Glædelig Jul!

## Storia
In Norvegia, la celebrazione del Natale venne introdotta tra l'XI e il XII secolo.
Le celebrazioni cristiane del Natale sostituirono una festa pagana, lo jól, una festa di mezzinverno durante la quale veniva consumata molta birra in onore degli dei pagani.
Della festa di jól, probabilmente già cristianizzata, si trova una descrizione in una saga, la Ólafs saga helga, dedicata ad un re norvegese, Olav il Santo, che regnò dal 1015 al 1030.

## Tradizioni popolari

### Date importanti

#### Santa Lucia
La Norvegia ha importato dai vicini Svedesi la tradizione di Santa Lucia.
Un tempo si credeva che questo giorno, in cui prima dell'introduzione del calendario gregoriano cadeva il solstizio d'inverno, fosse infestato da spiriti malvagi. Per questo motivo, i Norvegesi segnavano con una croce le porte dei granai e bruciavano un abete nel camino, in modo tale che le streghe non potessero scendere da lì.

#### Vigilia di Natale
Il pomeriggio della Vigilia di Natale, è tradizione fare un bagno ed indossare dei vestiti nuovi.
Dopo la messa, è tradizione lasciare del cibo per gli spiriti defunti della famiglia e del covone di grano per gli uccelli (v. #Julenek.

### Personaggi del folclore

#### Julesvenn

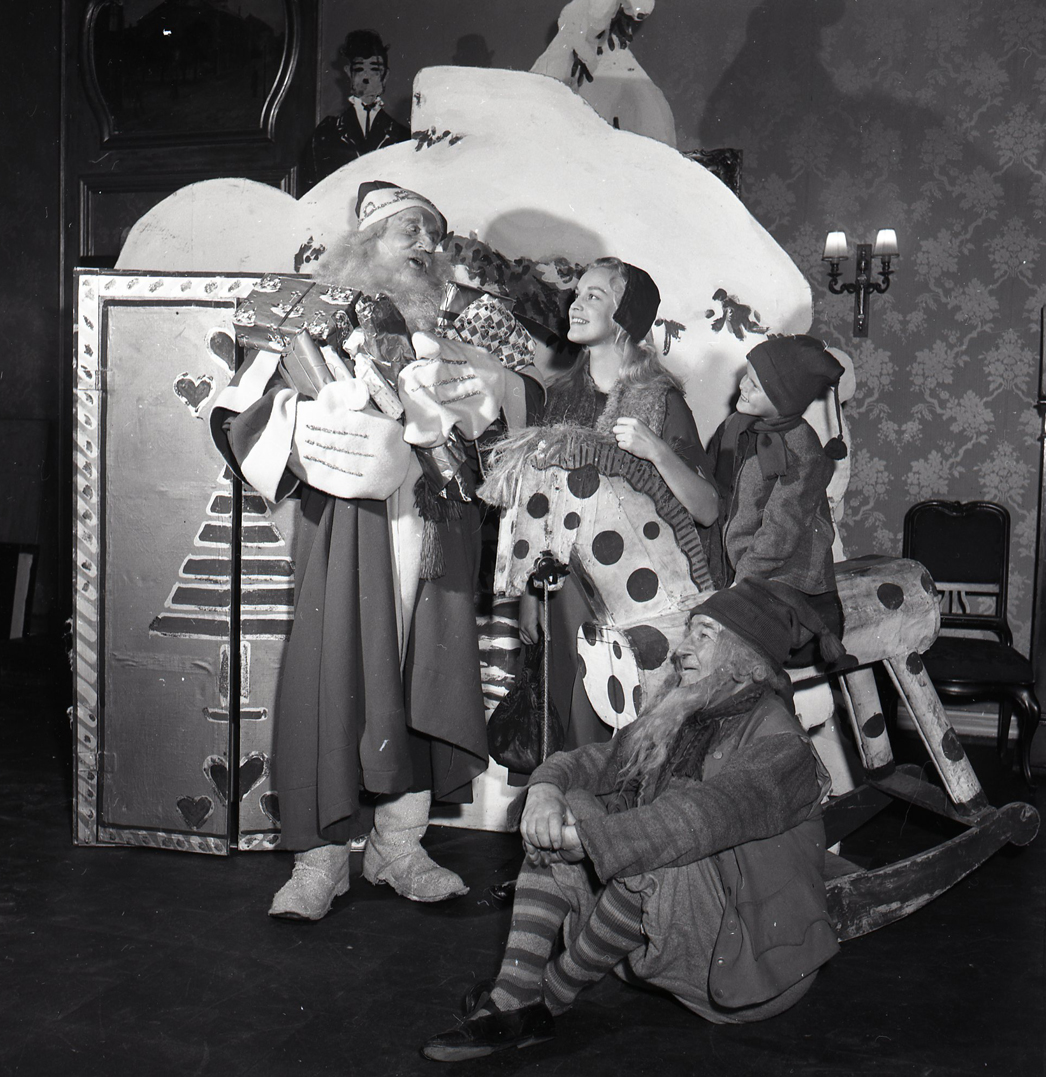
Babbo Natale norvegese con i suoi elfi (1957)

Julesvenn (letteralmente "amico di Natale" o "ragazzo di Natale") è uno dei nomi dato dai Norvegesi a Babbo Natale.
Secondo la tradizione, il Babbo Natale norvegese vivrebbe a Drøbak, una cittadina situata a sud di Oslo. Nei dintorni, vi sono addirittura dei segnali stradali che mettono in guardia gli automobilisti che si potrebbero trovar di fronte degli elfi.

#### Nisse

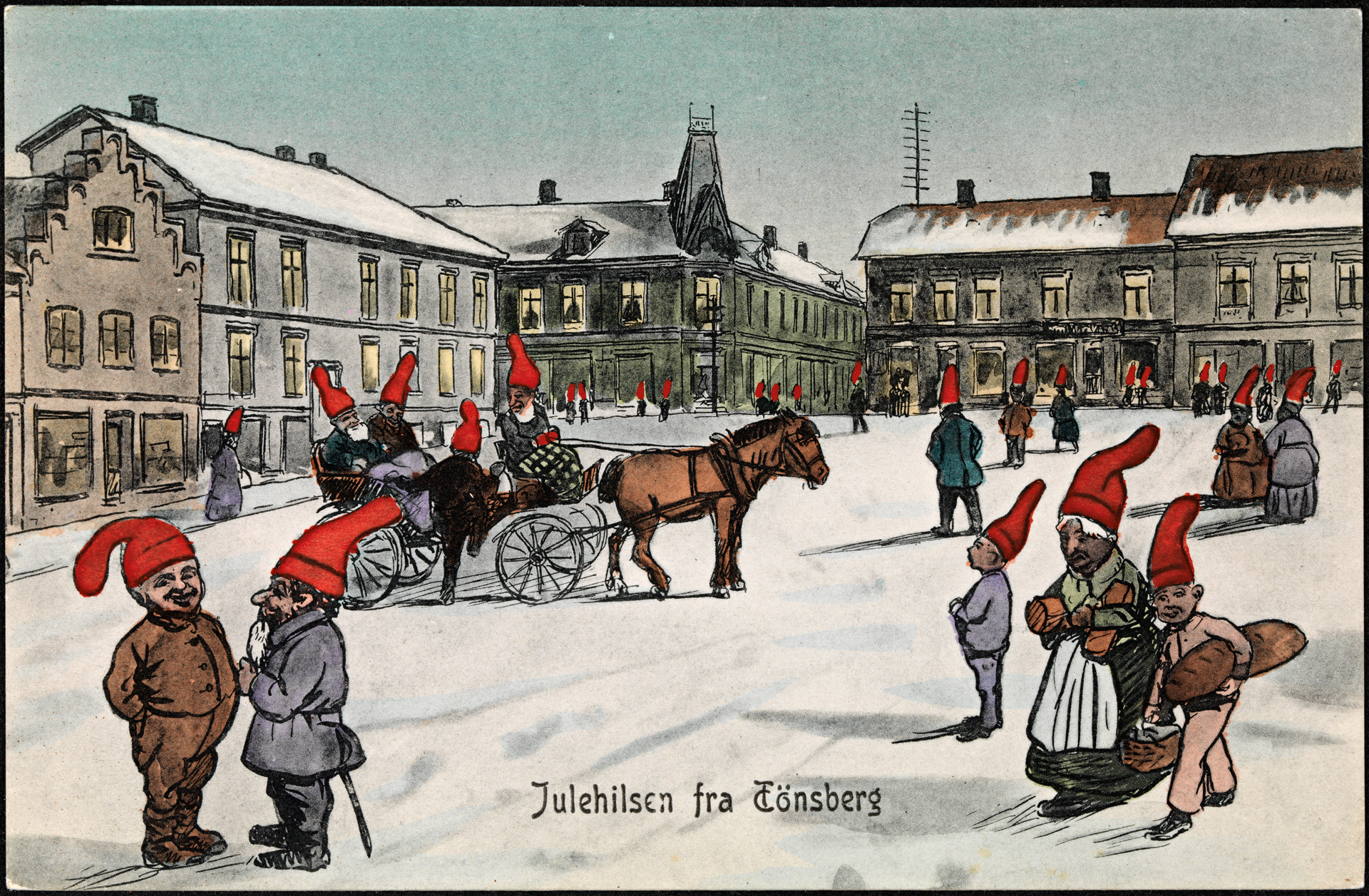
Julenisser a Tønsberg in una cartolina natalizia del 1908

Altra figura rilevante nel folclore natalizio norvegese è il nisse, ovvero l'elfo di casa, che secondo la tradizione vive in soffitta o nel granaio.
Il giorno della Vigilia di Natale, i Norvegesi offrono al nisse una scodella di porridge per placarlo.
In norvegese, il termine julenisse è diventato in seguito un sinonimo di "Santa Claus", il moderno Babbo Natale.

### Decorazioni
Tra le decorazioni natalizie più diffuse, figurano la bandiera norvegese, le figure dei nisser, l'agrifoglio, e, naturalmente, l'albero di Natale.

#### La tradizione dell'albero di Natale in Norvegia

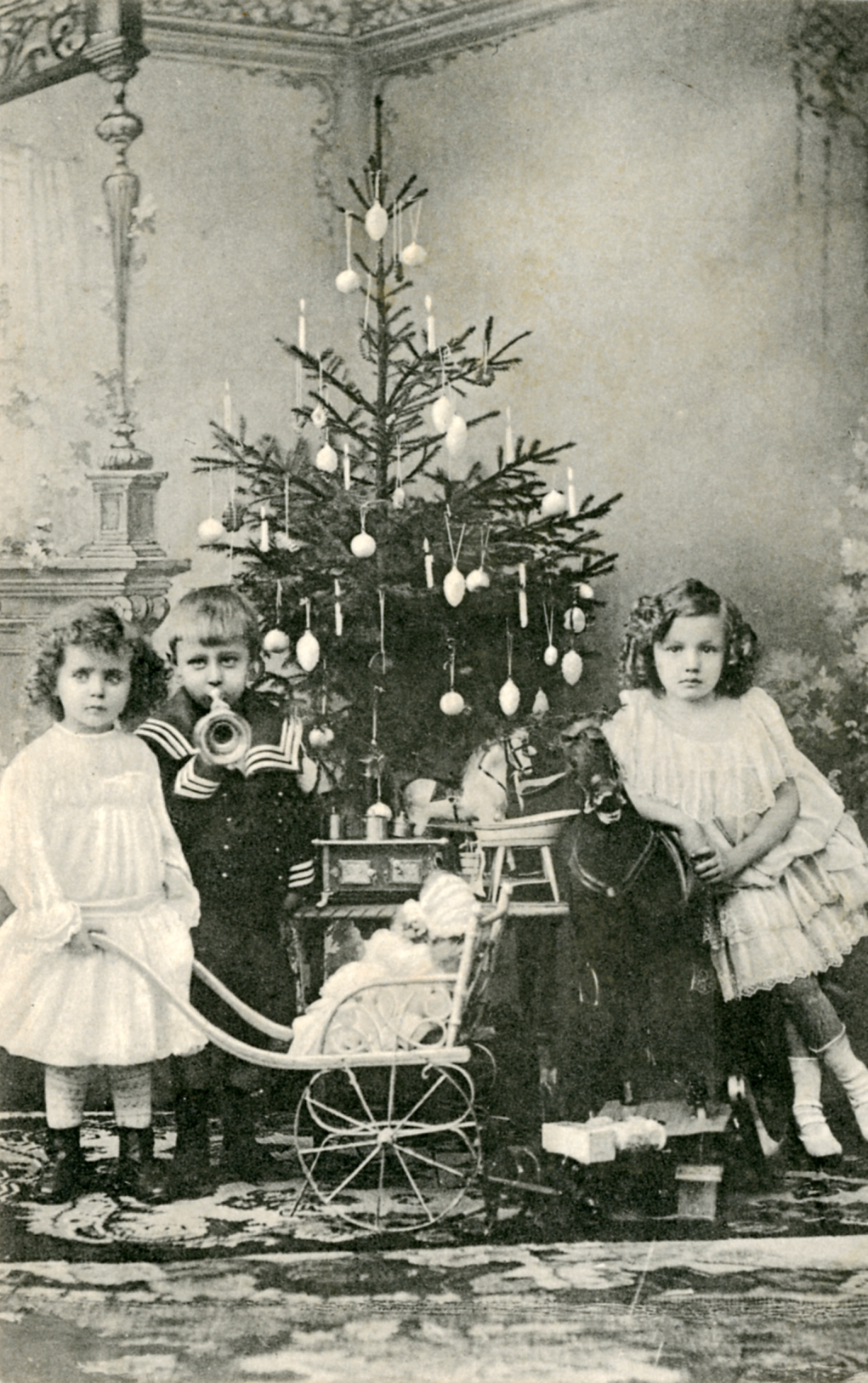
Un albero di Natale in Norvegia

La tradizione dell'albero di Natale, fu adottata in Norvegia nel XIX secolo.
Ogni anno, i Norvegesi inviano a Londra un gigantesco albero di Natale, che viene poi eretto in Trafalgar Square, come ringraziamento per il contributo dato dal Regno Unito nella liberazione dall'occupazione nazista nel corso della seconda guerra mondiale.

#### Julekurver
Un'altra decorazione tipica è poi costituita dali julekurver, ovvero dei cestini di carta a forma di cuore.
Secondo la tradizione, questa decorazione sarebbe stata ideata dallo scrittore Hans Christian Andersen negli anni sessanta del XIX secolo.

### Altre tradizioni

#### Julenek
Un'usanza tipica norvegese del periodo natalizio è quella dello julenek ("covone natalizio"), un covone di grano che viene lasciato per gli uccelli in modo da condividere la gioia del Natale anche con il mondo animale.

#### Julebukk
Un'altra tradizione norvegese tipica del periodo natalizio è quella di travestirsi da julebukk, ovvero da caprone di Natale: si tratta di una tradizione diffusa soprattutto tra i bambini, che girano di casa in casa ricevendo in cambio dei doni.
Questa tradizione è stata importata dagli immigrati norvegesi negli Stati Uniti d'America, in particolare nelle aree del Midwest.

## Gastronomia

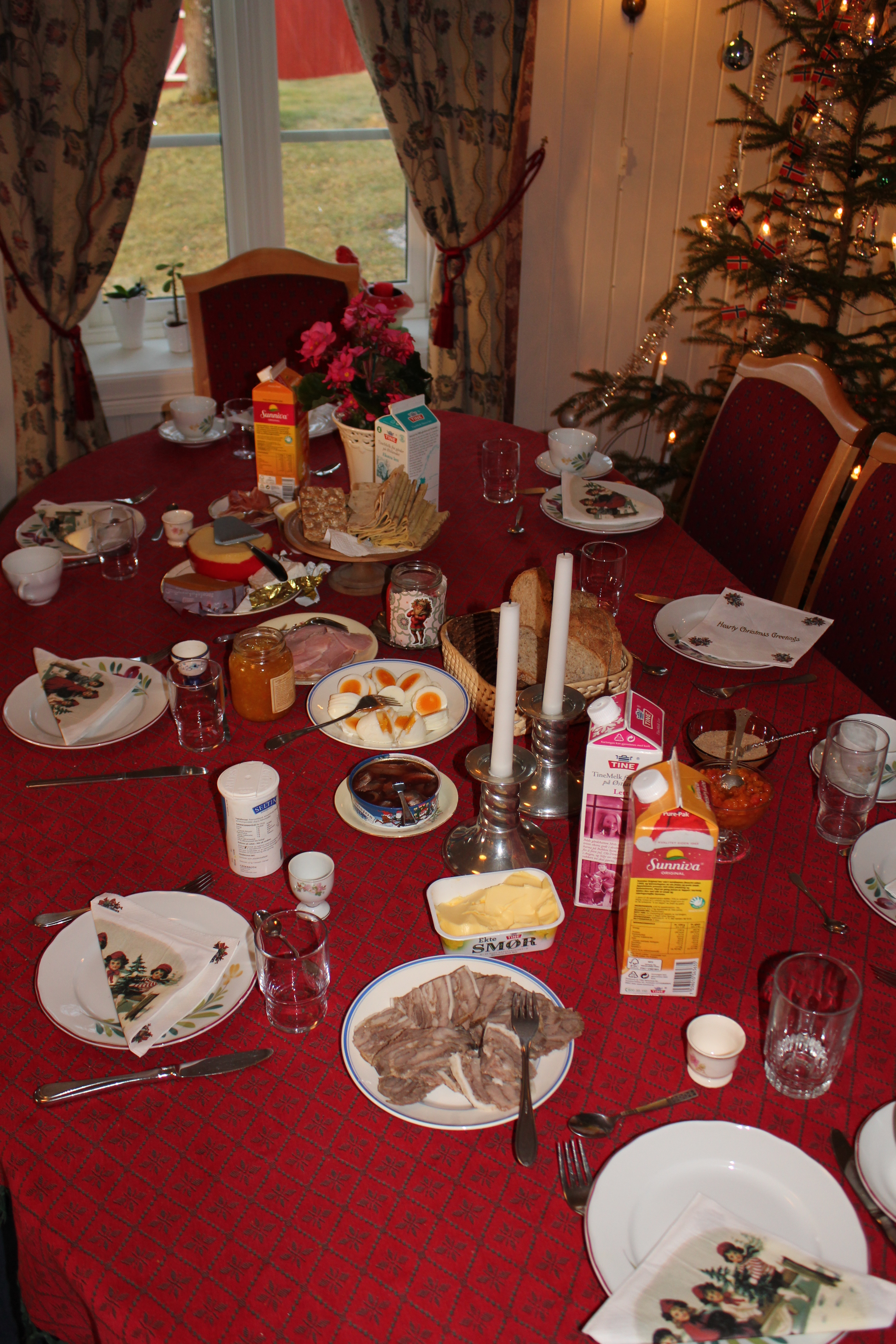
Una tavola imbandita per colazione durante il periodo natalizio in Norvegia

Nella tavola imbandita a festa dei Norvegesi si possono trovare aringhe, salmone, salsicce, carni fredde, lefse (pane tradizionale), frutta, ecc., che vengono solitamente accompagnate da acquavite o birra.
Il piatto natalizio immancabile è però il lutefisk, costituito da merluzzo in ammollo.
Immancabile è anche il porridge contenente la mandorla portafortuna.

### Dolci tipici
Tra i dolci tipici norvegesi del periodo natalizio, vi è la julekake, un pane farcito con uva passa.

## Musica natalizia

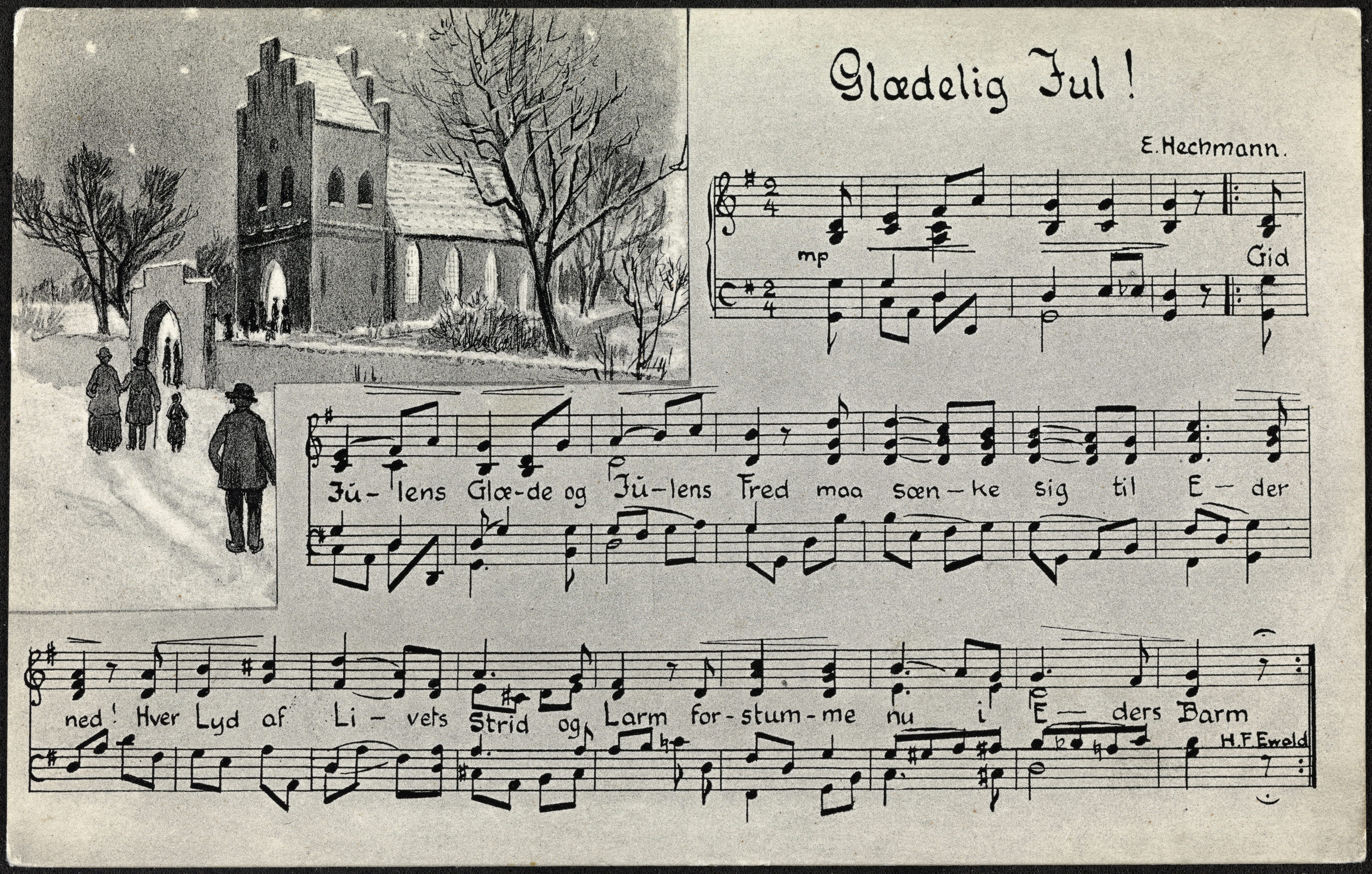
Spartito di canzone natalizia in una cartolina natalizia norvegese del 1906

### Canti natalizi tradizionali originari della Norvegia
- Musevisa, scritto nel 1946 da Alf Prøysen[5]
- På låven sitter nissen, scritto nel 1911 da Margrethe Aabel Munthe[13][14]

### Adattamenti di canti natalizi di altri Paesi
- O lutefisk, adattamento del canto natalizio tedesco O Tannenbaum[11]

## Galleria d'immagini

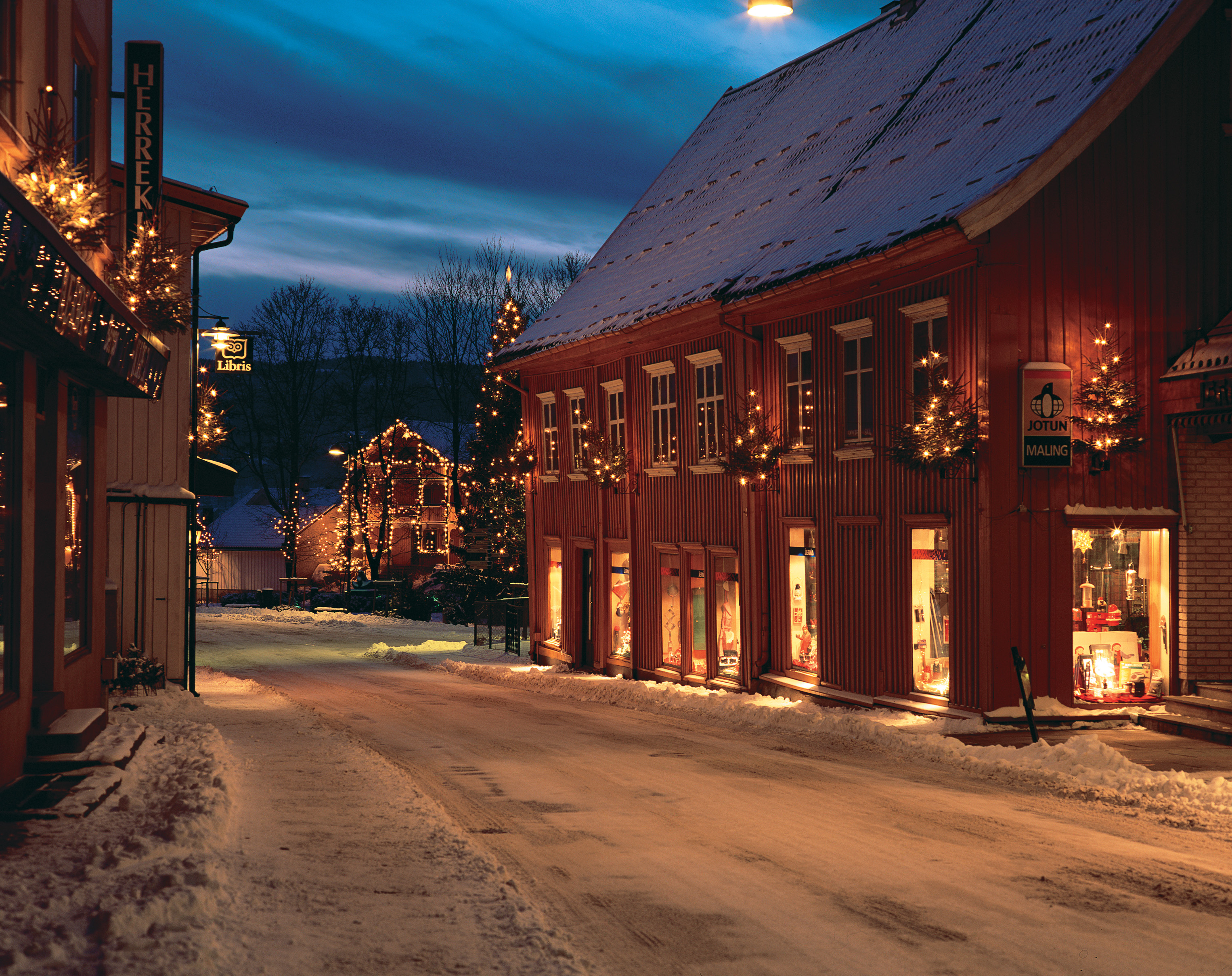
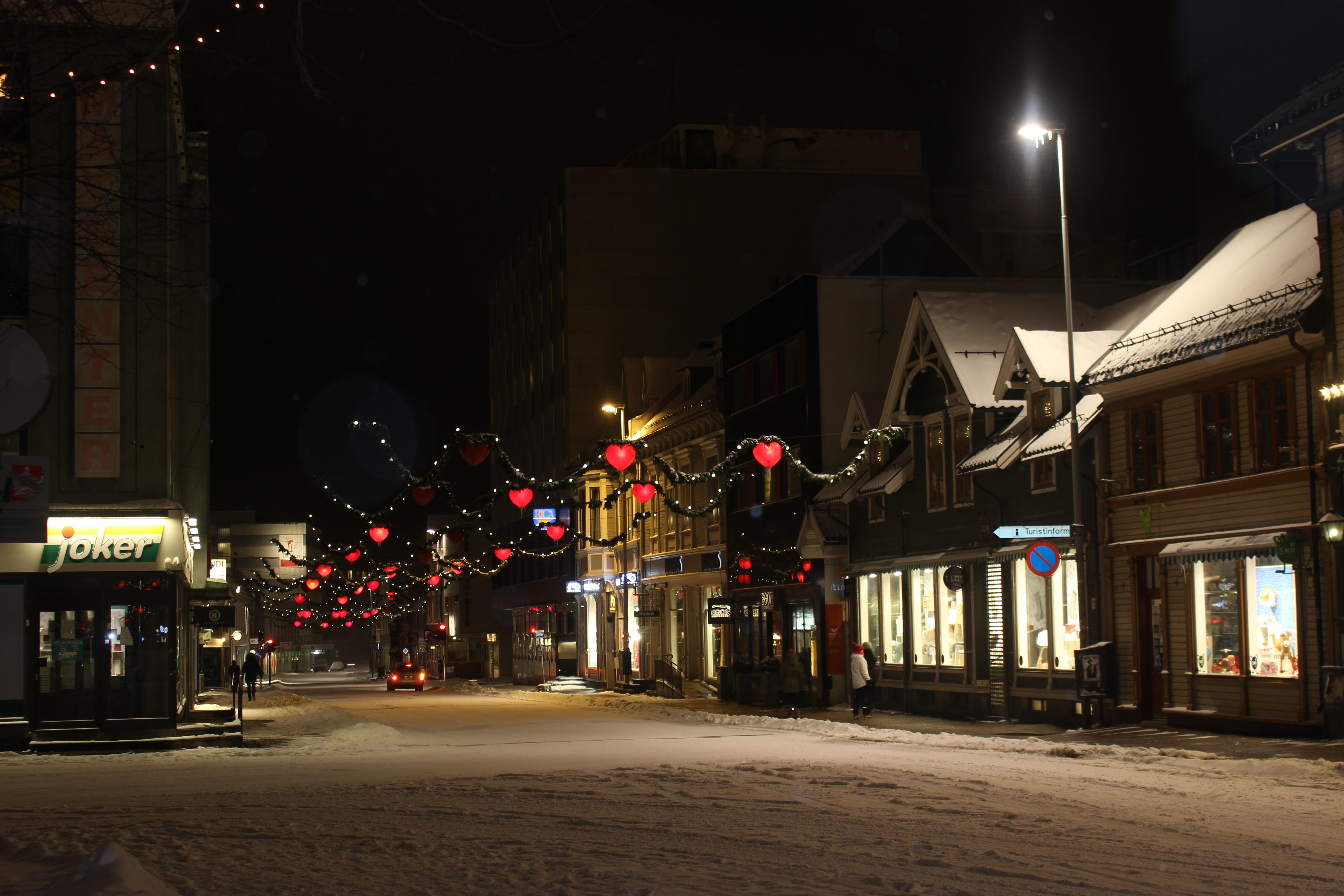
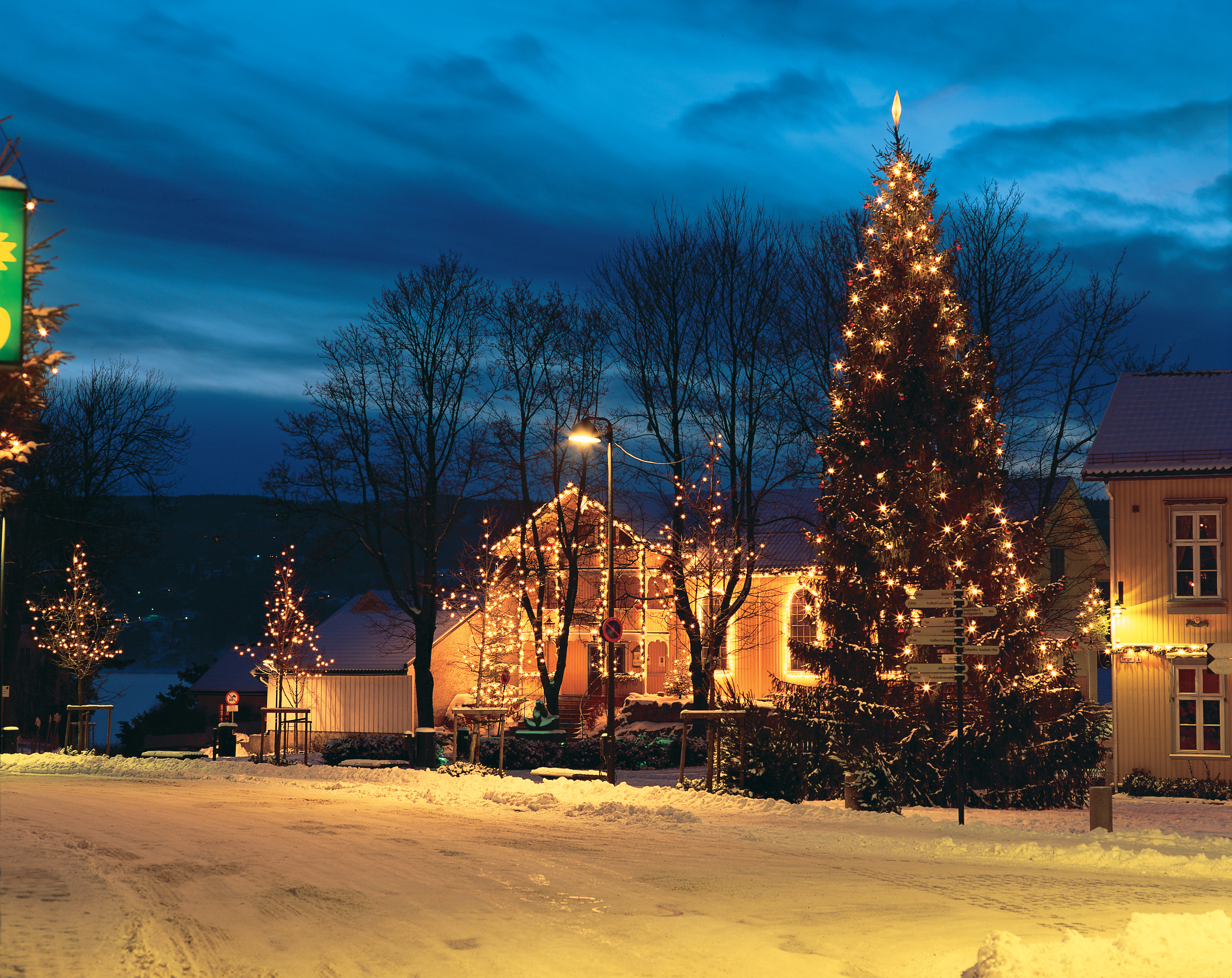
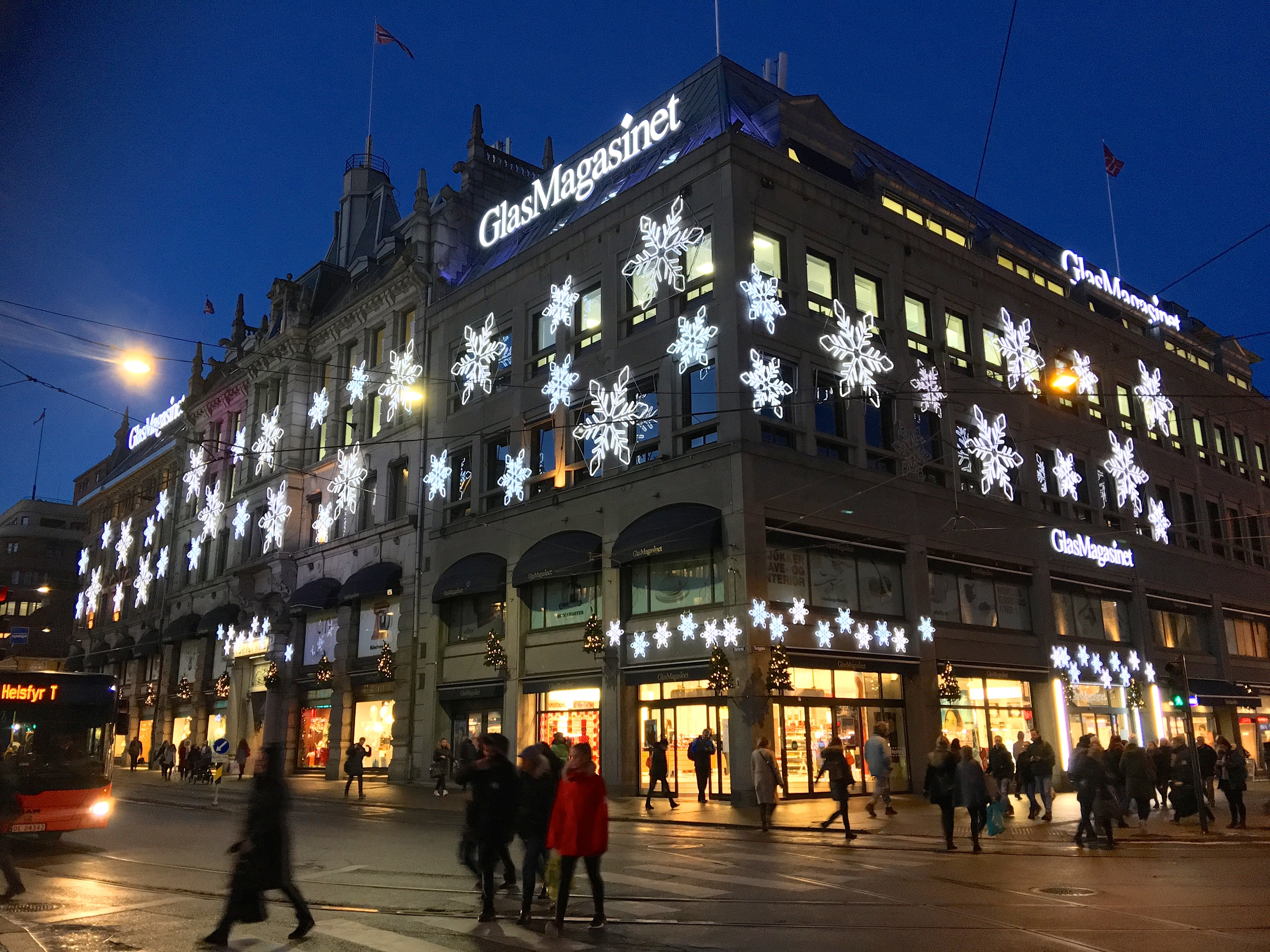
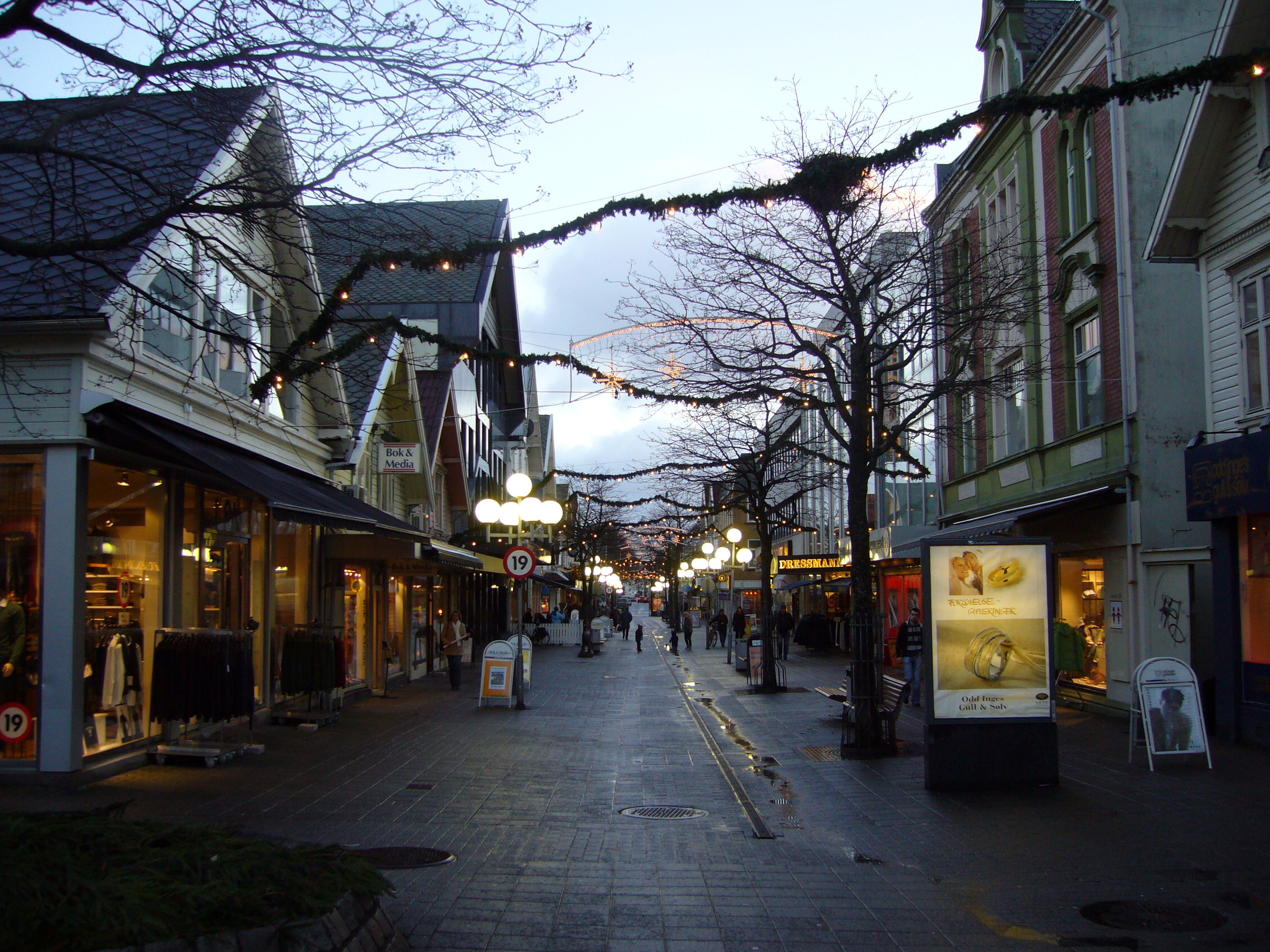

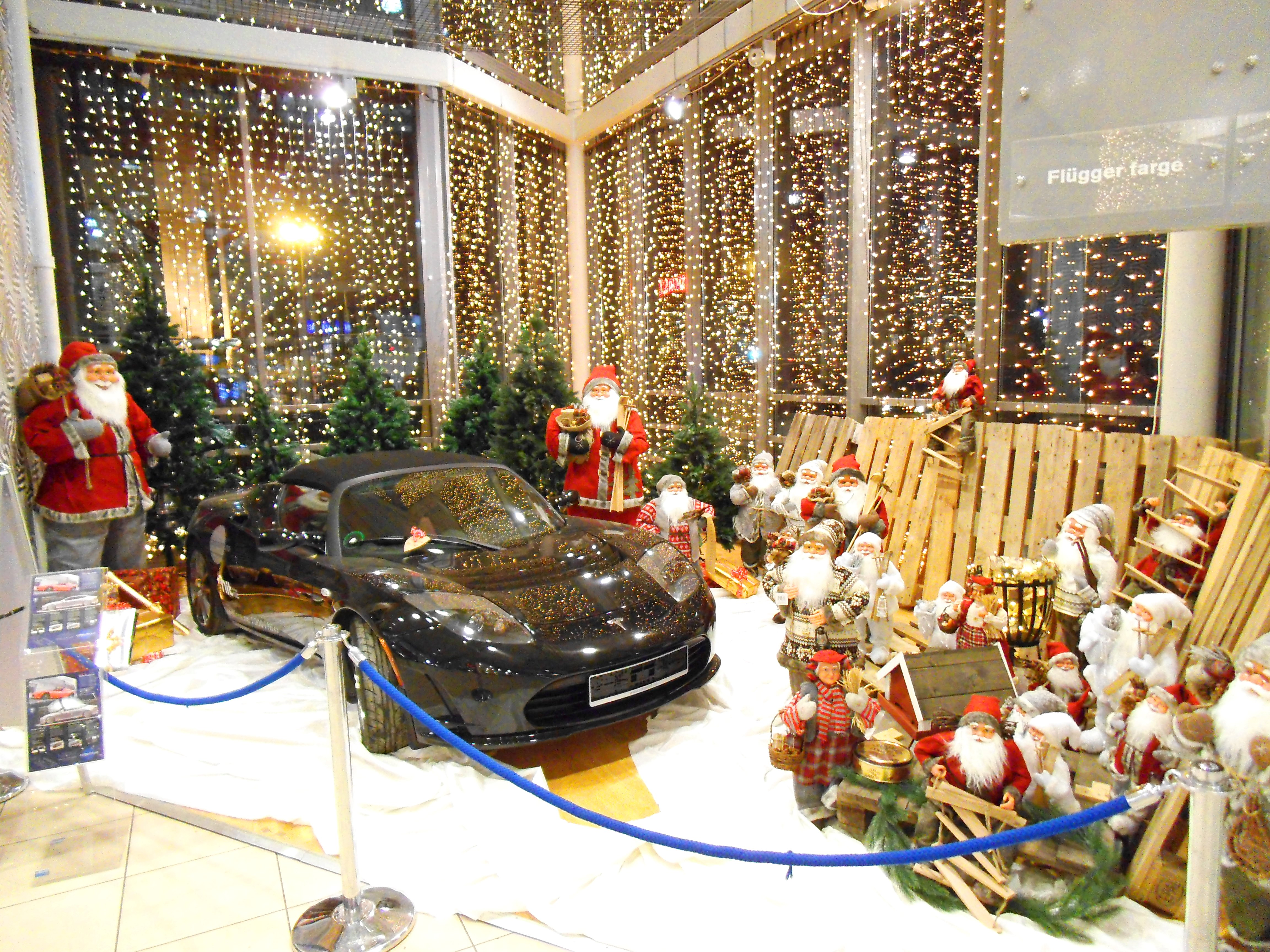
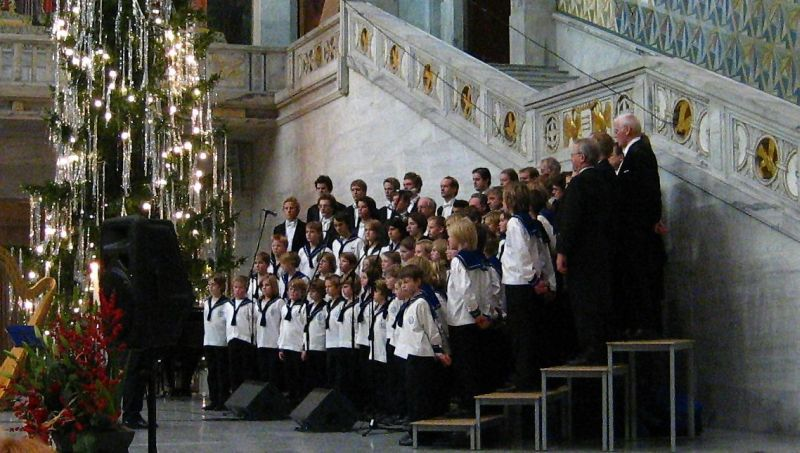
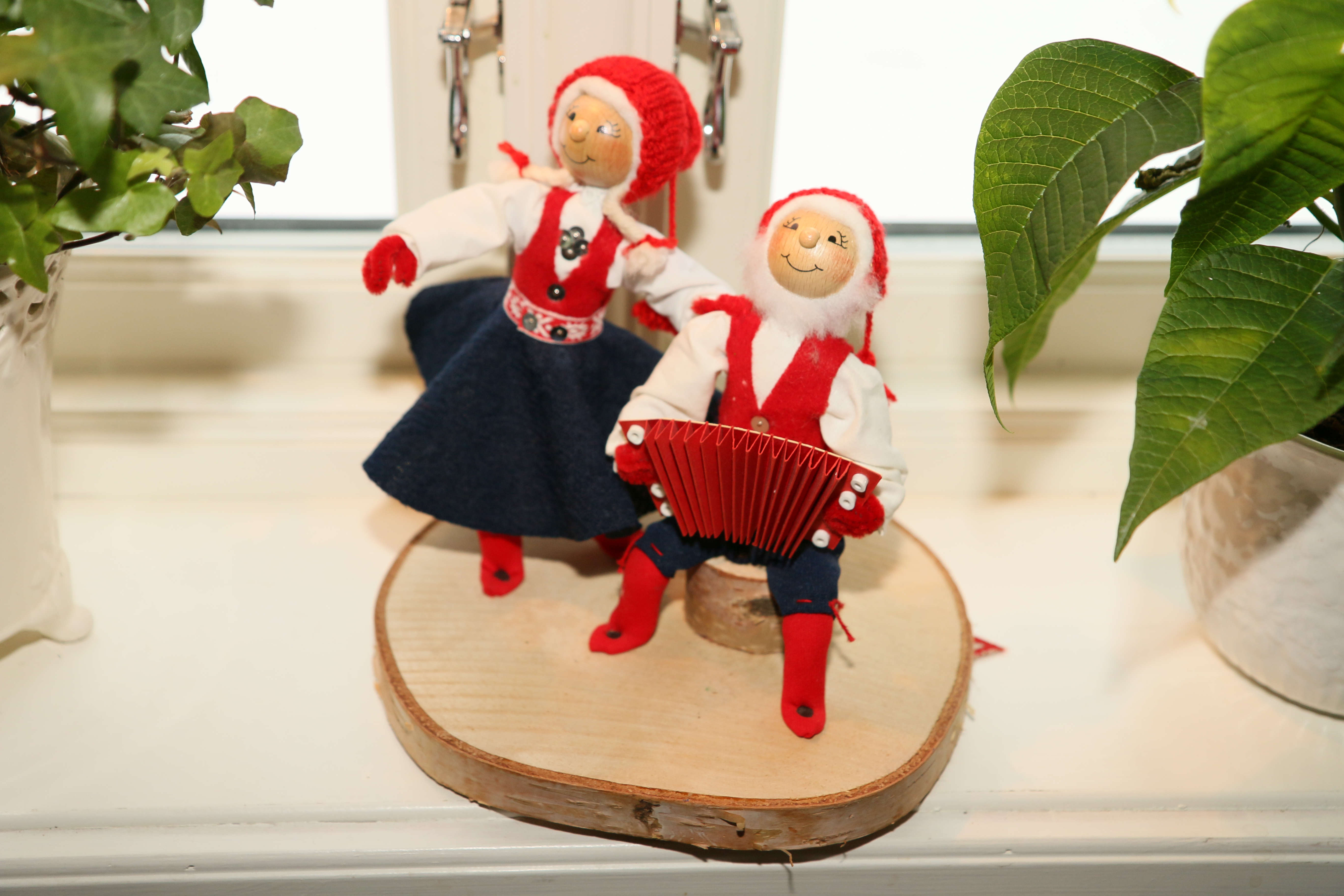
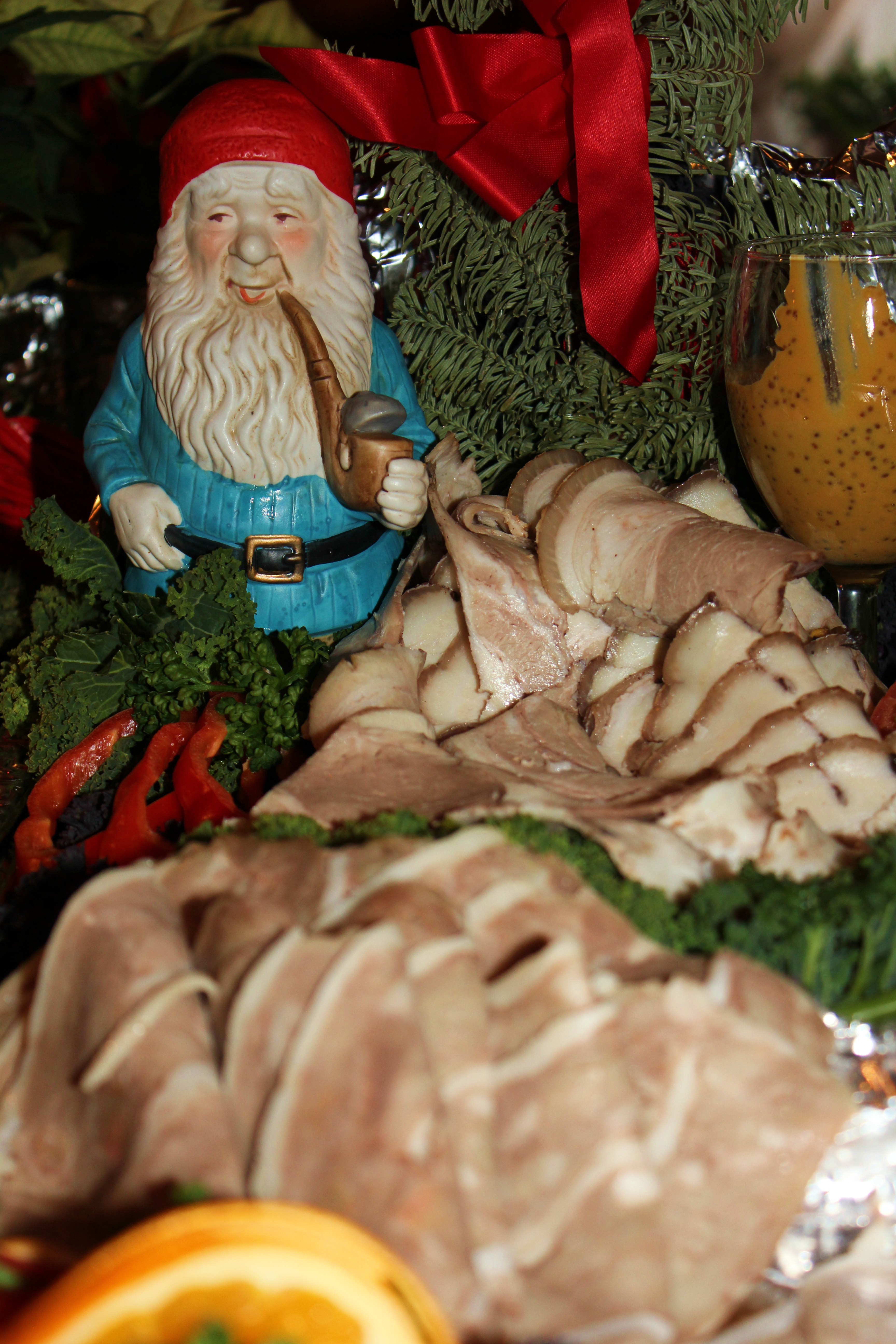